# Suck.com
Suck.com fue uno de los primeros sitios de contenido con publicidad en Internet. Presentaba contenido editorial diario sobre una gran variedad de temas, incluida la política y la cultura popular. Estaba dirigido a una audiencia de la Generación X. El lema del sitio web era «A fish, a barrel, and a smoking gun» («Un pez, un barril y una pistola humeante»). A pesar de no publicar contenido nuevo desde 2001, el sitio permaneció en línea hasta diciembre de 2018.

## El sitio
Suck.com fue iniciado en 1995 por el escritor Joey Anuff y el editor Carl Steadman, quienes creaban diariamente comentarios cómicamente cínicos con un tema satírico y obsesionado con uno mismo. La escritura fue acentuada por el arte del dibujante Terry Colon. Durante 1996, incluyeron el talento de escritura de Heather Havrilesky, quien proporcionó los comentarios sarcásticos de su supuesto alter ego Polly Esther en su columna, titulada Filler.
El nombre del sitio web se eligió como un nombre de dominio con connotaciones posiblemente ofensivas (ya que suck significa «chupar» en inglés), aunque aparentemente no lo suficiente como para ser rechazado por Network Solutions, que controlaba el sistema InterNIC para la distribución de nombres de dominio antes de que la ICANN adquiriera esa autoridad. El nombre también describía la naturaleza de los sitios de «agregadores de noticias», que «chupaban» historias de Internet y las publicaban en formatos similares a revistas.
En 1997, Suck publicó una compilación de sus ensayos más populares en Suck: Worst-Case Scenarios in Media, Culture, Advertising and the Internet (ISBN 1-888869-27-5).

## Estilo
Además de la obra de arte distintiva de Terry Colon, el sitio web también tenía muchas características comunes a sus artículos. El texto principal de cada artículo se restringió a una tabla de solo 200 píxeles de ancho. La mayoría de los artículos incluirían enlaces dentro del flujo del contenido en lugar de notas al pie de página o referencias etiquetadas, lo que era menos común entonces de lo que sería unos años más tarde.

## Columnas regulares
- Hit & Run: un resumen basado en enlaces de eventos recientes.
- Filler: una sátira semanal autocrítica de la pretensión cultural y las citas en los tiempos posmodernos.

## Cierre
En julio de 2000, después de una disminución de la inversión en Internet, Suck.com se fusionó con Feed Magazine para crear Automatic Media. Su concepto era optimizar sus operaciones y colaborar en operaciones boutique con bajos costos de personal. Su proyecto conjunto Plastic.com se fundó con solo cuatro empleados. A pesar de los seguidores fieles, y una base de lectores combinada de más de 1 millón, Automatic Media terminó en junio de 2001. El 8 de junio de 2001, Suck.com declaró que «se iban de pesca» («Gone Fishin'») indefinidamente, y el sitio cesó de publicar contenido nuevo. Con respecto a la pausa indefinida, el cofundador Joey Anuff dijo: «Fue una pena. Por otro lado ... es impactante cuánto duró Suck».
Durante el otoño de 2015, el desarrollador de software Mark MacDonald comenzó a serializar el archivo del sitio web en un boletín informativo por correo electrónico, que se envía diariamente 20 años después de la publicación original en Suck.com.

## Personal notable

### Personal
- Carl Steadman, cofundador, escritor y editor, se convirtió en el propietario de plastic.com.
- Joey Anuff, cofundador, escritor y editor.
- Tim Cavanaugh, editor en jefe de 1998 a 2001, se convirtió en editor web de la página de opinión de Los Angeles Times y luego en colaborador de la revista Reason.
- Ana Marie Cox, editora ejecutiva (que escribió como Ann O'Tate), fue más tarde la escritora del blog Wonkette y escribió para Time.
- Owen Thomas, editor de textos y editor gerente de Valleywag.

### Colaboradores
- Steve Bodow
- Rogers Cadenhead
- Mark Dery
- Michael Gerber
- Nick Gillespie
- Heather Havrilesky
- Greg Knauss
- Josh Ozersky
- Tom Spurgeon
- Jake Tapper